# 후쿠치야마번
후쿠치야마번(일본어: 福知山藩 ふくちやまはん[*])은 탄바국 아마타군 (현재 교토부 후쿠치야마시 나이키)에 존재했던 번이다. 거성은 후쿠치야마성이다.

## 번 성립 이전
전국 시대의 덴쇼 7년 (1579년), 오다 노부나가의 가신인 아케치 미츠히데에게 탄바 일국이 내려졌고, 미츠히데는 이 땅을 같은 일족인 아케치 히데미츠에게 맡겼다. 덴쇼 10년 (1582년)에 미츠히데가 노부나가에게 모반을 일으켰을 때, 히데미츠는 거병에 찬성해, 혼노지의 변으로 노부나가를 토벌한 후에 아즈치성을 점령했지만, 미츠히데가 야마자키 전투에서 하시바 히데요시에게 패하자, 히데미츠는 아즈치성을 포기하고, 유명한 "호수 건너기(湖水渡り)"를 실시해, 오미 사카모토성에 있는 미츠히데의 처자식을 죽이고 자신 역시, 자살하였다. 그 후, 탄바는 히데요시의 지배를 받게 되었고, 후쿠치야마에는 스기하라 이에츠구, 오노기 시게츠구(키미사토) 등이 들어간다. 시게츠구는 게이초 5년 (1600년)의 세키가하라 전투에서 서군 쪽에 있었고, 타나베성 전투의 총대장이 되지만, 본 전투에서 서군이 괴멸하자, 동군 호소카와 타다오키의 추격을 받고 자살했다.

## 번 성립 이후
세키가하라에서 동군에 보탬이 된 아리마 토요우지는 본 전투에서 마무리를 지음으로써, 토토미 요코스카 3만석에서 후쿠치야마 6만석으로 가증 이봉되어, 후쿠치야마번이 입번되었다. 게이초 7년 (1602년)에 토요우지의 아버지 아리마 노리요리가 사망하자, 토요우지는 아버지가 셋츠 산타번에 지행하고 있던 2만석도 상속하게 되어, 후쿠치야마는 도합 8만석의 다이묘가되었다.
그 후, 오사카 전투에서도 도쿠가와 편으로 무공을 세웠기 때문에, 겐나 6년 (1620년) 윤12월에 20만석 가증함과 동시에 치쿠고 쿠루메번으로 이동했다.
그 후엔 후시미부교인 코보리 마사카즈가 한동안 통치를 했다. 겐나 7년 (1621년) 8월, 탄바 카메야마번에서 오카베 나가모리가 5만석으로 들어오지만, 간에이 원년 (1624년) 9월에 미노 오가키번으로 옮겨진다. 대신, 셋츠 나카지마번에서 이나바 노리미치가 4만 5700석으로 들어오지만, 게이안 원년 (1648년) 8월에 개역되었다. 그 후, 반년 정도는 공의어료로써 막부 직할령이 되었지만, 게이안 2년 (1649년) 2월 28일에 미카와 카리야번에서 마츠다이라 타다후사가 4만 5900석으로 들어온다. 타다후사도 간분 9년 (1669년) 6월 8일에 히젠 시마바라번에 7만석으로 가증 이봉되고, 대신 히타치 츠치우라번에서 쿠츠키 타네마사가 3만 2천석으로 들어가고, 이후, 쿠츠키씨가 13대에 걸쳐 지배하며 번정을 안정시켰다.
메이지 4년 (1871년) 7월 14일, 폐번치현으로 후쿠치야마번은 폐번되어, 후쿠치야마현이 되었고, 같은 해 10월 2일, 토요오카현이 되었고, 메이지 9년 (1876년) 8월 21일, 교토부에 편입되었다.

## 번의 정치
후쿠치야마는 번이 성립하기 전인 전국 시대, 미츠히데 치세 아래 지자전(地子銭) 면제, 조카마치 건설, 근세적인 후쿠치야마성의 축성 등이 이루어지고 있었다. 초대 번주가 된 아리마 토요우지는 후쿠치야마성과 조카마치를 정비하고, 검지를 실시해 번정을 확립했다. 오카베씨는 짧은 기간 동안에만 재임했기 때문에, 볼만한 치적은 없다.
오카베씨의 후임으로 입봉한 이나바 노리미치는 어리석고 우둔한 인물로 집안과 백성에게 폭정을 일삼는 폭군이었다. 게이안 원년 (1648년)에는 탄고 미야즈번주 쿄고쿠 타카히로와 말다툼을 일으켰고, 이로 인해 노리미치가 모반을 꾀하고 있다는 풍문이 돌았다. 겨우 4만 5700석, 동원 병력도 1500명 정도에 불과한 노리미치가 모반을 일으켜봤자, 뼌히 보이는 결과였겠지만, 막부도 이 풍문을 믿고 인근 여러 번에 출병을 명했기 때문에, 같은 해 8월 20일, 노리미치는 후쿠치야마에서 총으로 자살하고, 이나바씨는 개역되었다.
마츠다이라 타다후사는 번 내에 검지를 실시했다. 이 같은 사실은 메이지 시대 토지세 개정 때까지 이어진 후쿠치야마번 토지제도의 기초였기 때문에, 마츠다이라 검지라고도 불렸다. 간분 6년 (1666년)에는 미야즈성 우케토리역(受け取り役)을 맡았다.
그리고 쿠츠키씨이지만, 초대 번주 쿠츠키 타네마사의 아버지 타네츠나는 도쿠가와 이에미츠의 곁에서 오코쇼반토(御小姓番頭), 소샤반을 맡았으므로, 쿠츠키 모토츠나의 막내이면서 형들보다 후대되어, 후다이 다이묘로 봉해졌다. 이러한 이유로 쿠츠키씨의 역대 후쿠치야마번주 중 상당수는 소샤번, 오코쇼반토(御小姓番頭), 지샤부교를 맡았다. 번 재정은 타네마사 무렵부터 이미 어려워져 겐로쿠 4년 (1691년)에는 5개년에 걸쳐 반지를 행했다. 5대번주 토우츠나 시대에는 교호 대기근이 원인이 되어, 교호의 강소로 불리는 소동이 일어나 번내는 혼란스러웠다. 덧붙여 토우츠나는 아케치 미츠히데의 어령법회(御霊法会)를 허가하고 있다. (미타마마츠리(御霊祭り)의 개시)
역대 번주 중에서도 7대 번주 노부츠나와 8대 번주 마사츠나는 문인으로 알려졌고, 노부츠나는 『의독어(擬独語)』를 저술하여, 번교 창설의 기틀을 닦았다. 마사츠나는 오오츠키 겐타쿠와 난학자(蘭学者)나 네덜란드 상관 (카피탄)과 교류를 가지고 난학을 연구하였고, 『난학계제(蘭学階梯)』의 서문이나 『태서여지도설(泰西輿地図説)』, 『고금천화감(古今泉貨鑑)』 등 많은 귀중한 저서를 남겼다. 9대 번주 토모츠나도 영민의 교화를 도모해 『바위틈의 물(岩間の水)』을 저술했다.
후쿠치야마번에서는 재정 재건의 필요성으로 번정 개혁이 여러번 이루어졌지만, 번번히 실패한다. 이는 농민들의 강소가 항상 일어났기 때문이다. 특히 앞에서 서술한 교호 연간과 에도 막부 말기 만엔 원년 (1869년)의 강소는 대규모였다.

## 역대 번주
| 아리마가 (토자마 다이묘 6만석 → 8만석)                   | 아리마가 (토자마 다이묘 6만석 → 8만석) | 아리마가 (토자마 다이묘 6만석 → 8만석) | 아리마가 (토자마 다이묘 6만석 → 8만석) | 아리마가 (토자마 다이묘 6만석 → 8만석)                              | 아리마가 (토자마 다이묘 6만석 → 8만석) |
| 대                                                       | 이름                                   | 이름                                   | 관위                                   | 재임기간                                                            | 비고                                   |
| -------------------------------------------------------- | -------------------------------------- | -------------------------------------- | -------------------------------------- | ------------------------------------------------------------------- | -------------------------------------- |
| 1                                                        | 有馬豊氏                               | 아리마 토요우지                        | 종4위하 현번두, 시종                   | 게이초 5년 (1600년) 12월 3일 - 겐나 6년 (1620년) 12월 8일 이동      |                                        |
| 막부령 (코보리 마사카즈가 후시미부교로써 관할)           |                                        |                                        |                                        |                                                                     |                                        |
| 오카베가 (후다이 다이묘 5만석)                           |                                        |                                        |                                        |                                                                     |                                        |
| 1                                                        | 岡部長盛                               | 오카베 나가모리                        | 종5위하 나이젠정                       | 겐나 7년 (1621년) 8월 - 간에이 원년 (1624년) 9월 이동               |                                        |
| 이나바가 (토자마 다이묘 4만 5700석)                      |                                        |                                        |                                        |                                                                     |                                        |
| 1                                                        | 稲葉紀通                               | 이나바 노리미치                        | 종5위하 아와지노카미                   | 간에이 원년 (1624년) 9월 - 게이안 원년 (1648년) 8월 20일 자살. 개역 |                                        |
| 막부령 (오가와 토자에몬과 히코사카 헤이쿠로에 의한 지배) |                                        |                                        |                                        |                                                                     |                                        |
| 후코즈 마츠다이라가 (후다이 다이묘 4만 5900석)           |                                        |                                        |                                        |                                                                     |                                        |
| 1                                                        | 松平忠房                               | 마츠다이라 타다후사                    | 종5위하 주전두                         | 게이안 2년 (1649년) 2월 28일 - 간분 9년 (1669년) 6월 8일 이동       |                                        |
| 쿠츠키가 (후다이 다이묘 3만 2천석)                       |                                        |                                        |                                        |                                                                     |                                        |
| 1                                                        | 朽木稙昌                               | 쿠츠키 타네마사                        | 종5위하 이요노카미                     | 간분 9년 (1669년) 6월 8일 - 호에이 5년 (1708년) 6월 25일 (은거)     | 소샤반                                 |
| 2                                                        | 朽木稙元                               | 쿠츠키 타네모토                        | 종5위하 민부대보                       | 호에이 5년 (1708년) 6월 25일 - 교호 6년 (1721년) 11월 24일 (사망)   | 소샤반                                 |
| 3                                                        | 朽木稙綱                               | 쿠츠키 타네츠나                        | 종5위하 이요노카미                     | 교호 6년 (1721년) 12월 25일 - 교호 11년 (1726년) 5월 5일 (사망)     |                                        |
| 4                                                        | 朽木稙治                               | 쿠츠키 타네하루                        | 종5위하 토사노카미                     | 교호 11년 (1726년) 5월 11일 - 교호 13년 (1728년) 11월 23일 (은거)   | 오코쇼구미반토(御小姓組番頭)           |
| 5                                                        | 朽木玄綱                               | 쿠츠키 토우츠나                        | 종5위하 토사노카미                     | 교호 13년 (1728년) 11월 23일 - 메이와 7년 (1770년) 8월 30일 (사망)  | 소샤반, 지샤부교                       |
| 6                                                        | 朽木綱貞                               | 쿠츠키 츠나사다                        | 종5위하 오오이토(大炊頭)               | 메이와 7년 (1770년) 10월 24일 - 안에이 9년 (1780년) 8월 6일 (은거)  |                                        |
| 7                                                        | 朽木舖綱                               | 쿠츠키 노부츠나                        | 종5위하 이요노카미                     | 안에이 9년 (1780년) 8월 22일 - 덴메이 7년 (1787년) 9월 19일 (사망)  |                                        |
| 8                                                        | 朽木昌綱                               | 쿠츠키 마사츠나                        | 종5위하 오미노카미                     | 덴메이 7년 (1787년) 11월 22일 - 간세이 12년 (1800년) 4월 9일 (은거) |                                        |
| 9                                                        | 朽木倫綱                               | 쿠츠키 토모츠나                        | 종5위하 토사노카미                     | 간세이 12년 (1800년) 4월 9일 - 교와 2년 (1802년) 12월 20일 (사망)   | 소샤반                                 |
| 10                                                       | 朽木綱方                               | 쿠츠키 츠나카타                        | 종5위하 토사노카미                     | 교와 3년 (1803년) 1월 12일 - 분세이 3년 (1820년) 6월 3일 (은거)     |                                        |
| 11                                                       | 朽木綱条                               | 쿠츠키 츠나에다                        | 종5위하 오키노카미                     | 분세이 3년 (1820년) 6월 6일 - 덴포 7년 (1836년) 5월 28일 (사망)     |                                        |
| 12                                                       | 朽木綱張                               | 쿠츠키 츠나하루                        | 종5위하 오미노카미                     | 덴포 7년 (1836년) 7월 29일 - 게이오 3년 (1867년) 2월 25일 (사망)    | 소샤반 2번함                           |
| 13                                                       | 朽木為綱                               | 쿠츠키 모리츠나                        | 종5위하 오미노카미                     | 게이오 3년 (1867년) 4월 17일 - 메이지 4년 (1871년) 7월 15일         | 폐번치현으로 지번사가 됨               |

5대 토우츠나부터 11대 츠나에다까지, 토우츠나의 계통과 6대 츠나사다의 계통이 대를 이어 순양자(順養子)를 거듭해 번갈아 번주에 올랐다. 12대 츠나하루는 혼다가의 양자로 10대 츠나카타의 딸을 정실로, 츠나하루의 아들인 13대 모리츠나는 츠나카타의 조카딸을 정실로 하고 있다.

## 에도 막부 말기의 영지
- 탄바국
  - 아마타군 중 62개 마을
- 오미국
  - 타카시마군 중 4개 마을

## 같이 보기
- 폐번치현